# Le Dieu Saturne
Pour plus de détails, voir Fiche technique et Distribution.
Le Dieu Saturne est un court métrage français réalisé par Jean-Charles Fitoussi et sorti en 2004.

## Fiche technique
- Titre : Le Dieu Saturne
- Réalisation : Jean-Charles Fitoussi
- Scénario : Jean-Charles Fitoussi
- Photographie : Sébastien Buchmann
- Son : Jérôme Ayasse et Jean-Pierre Laforce
- Musique : Gioacchino Rossini
- Montage : Valérie Loiseleux
- Sociétés de production : Aura été Productions - Les Films Hatari
- Distribution : Aura été
- Pays d'origine :  France
- Durée : 40 minutes
- Date de sortie : 19 février 2004

## Distribution
- Frédéric Bonpart
- Jean-Claude Passera
- Laurent Talon
- Alfred Caboche
- Christelle Prot
- Pierre Léon

## Sélections
- 2004 : Festival de Cannes (Quinzaine des réalisateurs)[1]
- 2004 : Festival international du film de Vienne[2]